# المسرح الصغير (رواية)
المسرح الصغير رواية إسبانية كتبتها آنا ماريا ماتوتي عام 1943 عندما كانت في السابعة عشر من عمرها. نُشرت عام 1954 عندما فازت بالنسخة الثالثة من جائزة بلانيتا.

## القصة
عندما كانت في التاسعة عشر من عمرها، كانت آنا ماريا ماتوتي تترد يوميًا على دار النشر ديستينو بروايتها المسرح الصغير مكتوبة يدويًا  على مُذكرة مربعة ذو غلاف مطاطي أسود، بحثًا عن فرصة. تأثر أحد موظفي دار النشر بإصرارها ونجح في ترتيب مقابلة لها مع المدير إجناثيو  أجوثتي، ال الذي طلب منها أن تكتب الرواية على الآلة الكاتبة، لكنه ماطل بحجة صغر سنها.
كانت رواية المسرح الصغير أول رواية كتبتها آنا ماريا ماتوتي، علي الرغم من ان الرواية الأولى التي نُشرت كانت لوس أبيل في عام 1948.

## الملخص
رواية المسرح الصغير تحكي تجولات مراهق وحيد بلا مأوى في قرية صيد صغيرة في إقليم الباسك. ومن حوله يظهر لؤم وحسد وفساد المجمتع الذي يُحيط به. في هذه الرواية، ماتوتي كشفت عن الكثير من السمات المُميزة لأدابها مثل الطفولة، الشروع واكتشاف الحب، هكذا الواقعية كانت تصور معاناة الإنسان.

## جوائز
في عام 1954 رواية المسرح الصغير فازت بالنسخة الثالثة من جائزة بلانيتا. ظهرت الرواية ضمن قائمة أفضل 25 رواية إسبانية كتبتها نساء (من القرن العشرين إلى القرن الحادي والعشرين) التي نشرتها مجلة الكولتورال في مارس 2022.